# Hydrochoreutes michiganensis
Hydrochoreutes michiganensis är en kvalsterart som beskrevs av Cook. Hydrochoreutes michiganensis ingår i släktet Hydrochoreutes och familjen Pionidae. Inga underarter finns listade i Catalogue of Life.